# USS Owen (DD-536)
USS Owen (DD-536) là một tàu khu trục lớp Fletcher được Hải quân Hoa Kỳ chế tạo trong Chiến tranh Thế giới thứ hai. Nó là chiếc tàu chiến duy nhất của Hải quân Mỹ được đặt theo tên Trung tá Hải quân Elias K. Owen (1834-1877), người tham gia cuộc Nội chiến Hoa Kỳ. Nó được cho xuất biên chế không lâu sau khi Thế Chiến II kết thúc, tái biên chế trở lại năm 1951 và tiếp tục hoạt động trong Chiến tranh Triều Tiên và Chiến tranh Lạnh, cho đến khi ngừng hoạt động năm 1958, xuất biên chế và bị bán để tháo dỡ năm 1973. Nó được tặng thưởng chín Ngôi sao Chiến trận do thành tích phục vụ trong Thế Chiến II, và thêm hai Ngôi sao Chiến trận khác trong Chiến tranh Triều Tiên.

## Thiết kế và chế tạo
Owen được đặt lườn tại xưởng tàu của hãng Bethlehem Shipbuilding Corporation, ở San Francisco, California vào ngày 17 tháng 9 năm 1942. Nó được hạ thủy vào ngày 21 tháng 3 năm 1943; được đỡ đầu bởi bà Hope Owen; và nhập biên chế vào ngày 20 tháng 9 năm 1943 dưới quyền chỉ huy của Hạm trưởng, Trung tá Hải quân R. W. Wood.

## Lịch sử hoạt động

### 1943
Owen được phân về Hải đội Khu trục 52, và đã hoàn tất việc chạy thử máy ngoài khơi bờ biển California và việc huấn luyện tại khu vực Hawaii kịp thời trước khi gia nhập Lực lượng Đặc nhiệm 58, một lực lượng tàu sân bay nhanh trực thuộc Đệ Ngũ hạm đội, để tham gia Chiến dịch Flintlock. Hoạt động cùng các tàu sân bay trong suốt hần hết Thế Chiến II, nó đã hộ tống lực lượng đi đến mục tiêu, tuần tra phòng không và chống tàu ngầm cho các tàu sân bay cũng như canh phòng và cứu hộ máy bay gặp nạn.

### 1944
Vào ngày 16 tháng 1 năm 1944, Owen rời Trân Châu Cảng để đi đến quần đảo Marshall. Từ ngày 29 đến ngày 3 tháng 2, nó hộ tống các tàu sân bay thuộc Đội đặc nhiệm 58.2 ngoài khơi Kwajalein, rồi rút lui về Majuro. Từ Majuro, đội của nó không kích xuống Truk vào ngày 16 tháng 2, quay về Trân Châu Cảng một thời gian ngắn, rồi lại đi đến Majuro vào giữa tháng 3.
Owen nằm trong thành phần lực lượng tàu khu trục bảo vệ vòng ngoài cho một lực lượng, bao gồm tàu sân bay được tăng cường thêm thiết giáp hạm và tàu tuần dương, đã rời Majuro vào ngày 22 tháng 3. Và sau khi hoàn thành nhiệm vụ tấn công lên Palau, Yap, Ulithi và Woleai từ ngày 29 tháng 3 đến ngày 1 tháng 4, lực lượng quay trở về Majuro một thời gian ngắn trước khi hướng đến New Guinea nơi họ hỗ trợ cho lực lượng Lục quân bằng các cuộc bắn phá xuống Hollandia, Wakde, Sewar và Sarmi trong các ngày 21-22 tháng 4, và xuống Truk, Satawan và Ponape từ ngày 29 tháng 4 đến ngày 1 tháng 5. Sau đó lực lượng tấn công các đảo Marcus và Wake từ ngày 19 tháng 5 đến ngày 23 tháng 5, rồi chuẩn bị cho Chiến dịch quần đảo Mariana.
Vào ngày 6 tháng 6, lực lượng đặc nhiệm tàu sân bay lại khởi hành từ Majuro. Từ ngày 11 đến ngày 17 tháng 6, máy bay và tàu chiến của lực lượng trải rộng hoạt động khắp từ quần đảo Volcano và quần đảo Bonin cho đến cực Nam quần đảo Mariana, hỗ trợ cho việc chiếm đóng Saipan cũng như ngăn cản phía Nhật Bản tăng viện cho hòn đảo bị bao vây này cũng như cho mục tiêu tiếp theo, Guam. Vào ngày 17 tháng 6, sau khi bảo vệ cho các tàu sân bay tiến hành không kích Saipan, Tinian, Rota và Guam, Owen nhận được tin tức về việc Hạm đội Liên hợp Nhật Bản đang tiến đến từ phía Philippines. Vào ngày 18 tháng 6, nó tiếp tục bảo vệ cho lực lượng tấn công, chờ đợi kết quả cuộc đụng độ giữa hai hạm đội hùng mạnh. Nó hộ tống cho tàu sân bay Bunker Hill vào ngày 19 tháng 6, khi máy bay ném bom bổ nhào Nhật Bản tấn công, mở màn Trận chiến biển Philippine. Trong trận chiến diễn ra hai ngày tiếp theo, vốn đã hầu như tiêu diệt không lực tàu sân bay của Hải quân Nhật Bản, chiếc tàu khu trục tiếp tục hộ tống cho Bunker Hill.
Owen tham gia cuộc tấn công lên đảo Pagan trước một giai đoạn bảo trì ngắn tại Eniwetok. Sang tháng 7, lực lượng tiến hành không kích Iwo Jima, Chichi Jima, Palau, Ulithi và Yap. Đến tháng 8, các hoạt động không kích được thực hiện tại các quần đảo Mariana và quần đảo Bonin. Vào tháng 9, họ không kích lên Palau, Mindanao, Leyte, Luzon và Samar để hỗ trợ cho cuộc đổ bộ lên Palau; tiếp nối vào tháng 10 bởi một loạt các đợt xâm nhập vào Biển Đông và biển Hoa Đông. Đến ngày 20 tháng 10, lực lượng hỗ trợ cho các chiến dịch đổ bộ lên Leyte và Samar.
Gặp phải một trục trặc kỹ thuật nồi hơi, Owen lỡ mất các hoạt động tại biển Hoa Đông; nó gia nhập trở lại lực lượng đặc nhiệm cho cuộc đổ bộ lên Leyte. Vào ngày 25 tháng 10, nó tạm thời được điều sang Đội đặc nhiệm 34.5 và lên đường để hỗ trợ cho các đơn vị thuộc Lực lượng Đặc nhiệm 77, vốn đã đụng độ với Lực lượng phía Nam của Hạm đội Liên hợp Nhật Bản tìm cách xâm nhập qua eo biển Surigao. Quá nữa đêm, về phía Đông eo biển San Bernardino, họ bắt gặp tàu khu trục Nhật Nowaki; và sau vài lượt bắn pháo qua lại, Owen cùng tàu khu trục Miller đã tiếp cận để tiêu diệt mục tiêu, một nhiệm vụ hoàn tất chỉ trong vòng 20 phút. Nowaki bị đắm với tổn thất nhân mạng toàn bộ trên tàu, cùng với những người sống sót từ tàu tuần dương Chikuma mà nó cứu vớt một ngày trước đó.
Các hoạt động không lực tại khu vực Philippines được tiếp nối sang tháng 11. Đến ngày 25 tháng 11, lực lượng rút lui về Ulithi, nơi họ lại khởi hành vào ngày 11 tháng 12 để hỗ trợ cho cuộc đổ bộ lên Mindoro và khống chế không lực Nhật Bản. Tiếp theo là một đợt không kích khác xuống Đài Loan trước khi quay trở lại Philippines hỗ trợ cho chiến dịch đổ bộ lên vịnh Lingayen.

### 1945
Sau cuộc đổ bộ lên Luzon, lực lượng đặc nhiệm tăng cường các hoạt động tại Biển Đông và biển Hoa Đông. Họ liên tục không kích các căn cứ đối phương suốt từ Sài Gòn ở Đông Dương thuộc Pháp cho đến quần đảo Ryūkyū, cũng như thường xuyên đi lên phía Bắc tấn công các trung tâm công nghiệp tại chính quốc Nhật Bản. Vào các ngày từ 19 đến 21 tháng 2 năm 1945, lực lượng hỗ trợ cho cuộc đổ bộ lên Iwo Jima, rồi đi về phía Tây để không kích Tokyo. Đến ngày 1 tháng 3, họ bắt đầu các chiến dịch không kích tăng cường lên Ryūkyū và Nhật Bản, dọn đường cho lực lượng đổ bộ.
Vào ngày 19 tháng 3, một máy bay ném bom bổ nhào đối phương đã vượt qua được hàng rào phòng thủ và ném trúng hai quả bom 500-pound xuống chiếc Franklin (CV-13). Sau các hoạt động cứu hộ ban đầu, Owen được cho tách ra cùng một số tàu khu trục khác để hộ tống chiếc tàu sân bay bị hư hại rút lui về Ulithi.
Owen rời Ulithi vào ngày 5 tháng 4 cho chiến dịch cuối cùng của nó trong chiến tranh. Trong 52 ngày, nó hộ tống cho Đội đặc nhiệm 58.2 hỗ trợ trên không cho lực lượng chiến đấu trong Trận Okinawa cũng như ném bom xuống đảo Kyūshū thuộc chính quốc Nhật Bản. Nó rời khu vực Okinawa vào ngày 28 tháng 5, về đến vịnh Leyte và thả neo tại đây cho đến ngày 20 tháng 6, khi nó lên đường quay trở về Hoa Kỳ. Nó về đến San Francisco, California vào ngày 9 tháng 7, và đang ở tại đây khi chiến tranh kết thúc. Owen xuất biên chế vào ngày 10 tháng 12 năm 1946, được đưa về Hạm đội Dự bị Thái Bình Dương và neo đậu tại San Diego.

### 1951 - 1958
Sau khi Chiến tranh Triều Tiên nổ ra, Owen được cho nhập biên chế trở lại vào ngày 17 tháng 8 năm 1951, trở thành soái hạm của Đội khu trục 282 và trình diện để hoạt động cùng Hạm đội Đại Tây Dương vào tháng 11 năm đó. Nó hoạt động tại khu vực Bắc Đại Tây Dương giá lạnh vào đầu năm 1952, được đại tu tại Xưởng hải quân Charleston, rồi tiếp nối bằng các hoạt động huấn luyện tại vùng biển Caribe.
Owen lên đường cùng đội của nó vào ngày 7 tháng 1 năm 1953, đi ngang qua kênh đào Panama và đi đến Sasebo, Nhật Bản vào ngày 12 tháng 2. Nó gia nhập Đệ Thất hạm đội và tham gia hoạt động tại vùng biển ngoài khơi bán đảo Triều Tiên, luân phiên lượt hoạt động kéo dài năm tháng cùng lực lượng Liên Hợp Quốc cùng các tàu sân bay nhanh thuộc Lực lượng Đặc nhiệm 77 và Lực lượng Phong tỏa và Hộ tống, tức Lực lượng đặc nhiệm 95. Các hoạt động của nó cùng các tàu sân bay nhanh cũng tương tự như trong Thế Chiến II, bao gồm hộ tống và canh phòng máy bay; và nó cùng Lực lượng đặc nhiệm 95 hoạt động tuần tra từ Wonsan đến Chongjin, và phục vụ trong vai trò soái hạm cho các đơn vị Phòng thủ và Phong tỏa Yong Do và Wonsan. Chiếc tàu khu trục đã bảo vệ các đảo, tuần tra duyên hải, bắn phá bờ biển để tiêu diệt các khẩu đội pháo đối phương cùng các phương tiện vận tải và liên lạc, cũng như tham gia phá mìn tại khu vực hoạt động.
Owen rời Sasebo vào ngày 26 tháng 6 để quay trở về Norfolk, Virginia qua ngã kênh đào Suez, hoàn tất chuyến đi vòng quanh thế giới vào ngày 22 tháng 8. Nó tiếp tục ở lại vùng bờ Đông cho đến tháng 1 năm 1954, tiếp nối bởi một đợt bố trí kéo dài ba tháng sang khu vực Địa Trung Hải, rồi trải qua thời gian còn lại của năm hoạt động tại vùng bờ biển Đại Tây Dương. Vào tháng 1 năm 1955, nó được điều động sang Hạm đội Thái Bình Dương, đi đến Long Beach, California vào ngày 26 tháng 1, và được phân về Đội khu trục 192. Từ năm 1955 đến năm 1958, nó luân phiên các hoạt động huấn luyện và đại tu tại khu vực Đông Thái Bình Dương với những lượt bố trí sang khu vực Tây Thái Bình Dương.
Sau lượt phục vụ cuối cùng với Đệ Thất hạm đội vào tháng 12 năm 1957, Owen đi vào Xưởng hải quân Mare Island để chuẩn bị ngừng hoạt động. Owen được cho xuất biên chế vào ngày 27 tháng 5 năm 1958 và được đưa về Hạm đội Dự bị Thái Bình Dương, neo đậu tại Stockton, California. Tên nó được cho rút khỏi danh sách Đăng bạ Hải quân vào ngày 15 tháng 4 năm 1973, và con tàu bị bán để tháo dỡ vào ngày 27 tháng 11 năm 1973.

## Phần thưởng
Owen được tặng thưởng chín Ngôi sao Chiến trận do thành tích phục vụ trong Thế Chiến II, và thêm hai Ngôi sao Chiến trận khác trong Chiến tranh Triều Tiên.